# Russian Red
Lourdes Hernández, més coneguda pel nom artístic Russian Red, (Madrid, 20 de novembre de 1985) és una cantautora d'indie i folk espanyola.
Coneguda per molts com la Feist espanyola, en qui s'inspira per a moltes de les seves actituds al micrófon, l'artista, que compon i interpreta totes les seves cançons en anglès, afirma que canta en aquest idioma per instint, perquè sempre havia escoltat música en anglès i és la que li surt de dins.
El nom de Russian Red prové d'un color de pintallavis d'una marca internacionalment coneguda que va veure un dia que una noia el portava i li va agradar molt; a més a més, des de llavors, l'artista acostuma a pintar-se els llavis amb aquest color, d'un vermell molt extremat.

## Àlbums d'estudi
- I love your glasses (2008)
- Fuerteventura (2011)
- Agent Cooper (2014)

## Senzills
- They don't believe (2008)
- Cigarettes (2008)
- Perfect Time (2008)
- I hate you but I love you (2011)
- The Sun, The Trees (2011)
- Everyday Everynight (2012)
- My Love Is Gone (2012)
- Casper (2014)

## Col·laboracions
- Perfect Time (2008, amb Depedro)
- Love Me Tender (2010, amb Elvis Presley)[6]

## Bandes sonores
- Another mind (a la pel·lícula El Rey de la Montaña l'any 2008)[7]
- Nice Thick Feathers (a l'anunci de Häagen Dazs l'any 2008)[8]
- Cigarettes (a la pel·lícula Camino l'any 2008)[9]
- No Past Land (capçalera de la sèrie Cazadores de hombres l'any 2008)
- Loving Strangers (a la pel·lícula Habitación en Roma l'any 2010)[10]
- Upset (a la pel·lícula Habitación en Roma l'any 2010)
- Volaré (a la pel·lícula Brave (Indomable) l'any 2012)[11]

## Influències
Russian Red ha estat inclosa sovint dins de l'ona de cantautores folk que es va donar a Espanya entre 2008 i 2009, i que incloïa, entre d'altres, a Alondra Bentley, Anni B Sweet o Zahara.
A més, la cantant ha admès que la seva major influència han estat els Beatles, ja que va créixer amb els seus discos, per aquest motiu l'idioma utilitzat per l'artista sigui l'anglès.

## Premis i candidatures
| Any  | Categoria                   | Premi               | Resultat  |
| ---- | --------------------------- | ------------------- | --------- |
| 2008 | Millor àlbum debut          | Premis Pop-Eye      | Premiada  |
| 2009 | Premi proposta musical      | Premis Mirades 2    | Candidata |
| 2009 | Millor autor revelació      | Premis de la Música | Finalista |
| 2009 | Millor artista revelació    | Premis de la Música | Finalista |
| 2009 | Millor àlbum pop alternatiu | Premis de la Música | Finalista |